# Ribnica (Kakanj)
Pour les articles homonymes, voir Ribnica.
Ribnica (en cyrillique : Рибница) est un village de Bosnie-Herzégovine. Il est situé dans la municipalité de Kakanj, dans le canton de Zenica-Doboj et dans la fédération de Bosnie-et-Herzégovine. Selon les premiers résultats du recensement bosnien de 2013, il compte 19 habitants.

## Histoire
Dans le village se trouve la tour de Hadži Muhamed Bey, connue sous le nom de « tribunal turc » ; elle est inscrite sur la liste des monuments nationaux de Bosnie-Herzégovine.

## Démographie

### Évolution historique de la population
| 1948 | 1953 | 1961 | 1971 | 1981 | 1991 | 2013 |
| ---- | ---- | ---- | ---- | ---- | ---- | ---- |
| -    | -    | 240  | 270  | 153  | 119  | 19   |

|  |